# Firestone

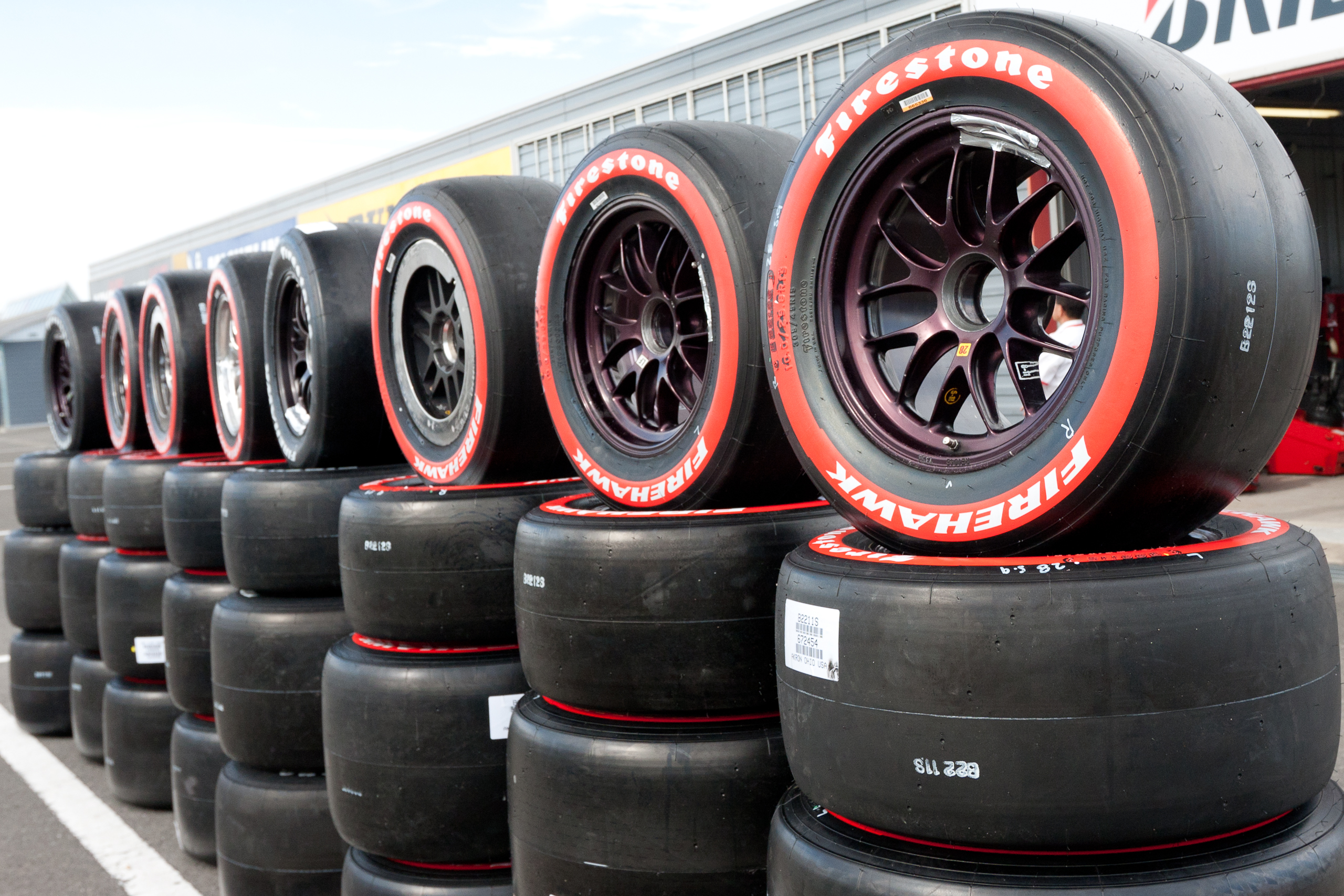
Шини для серії IndyCar

Firestone Tire and Rubber Company — північноамериканська компанія, що базується в штаті Теннессі.
Виробник шин для автомобілів, сільськогосподарської техніки, важких вантажівок та автобусів, а також гумових виробів для промисловості. В середині XX століття Firestone була одним з найбільших виробників шин у світі, одним з лідерів у виробництві шин для автоспорту. Протягом багатьох років компанія була основним постачальником шин для автоконцерну Ford.
| Компанії | Це незавершена стаття про підприємство. Ви можете допомогти проєкту, виправивши або дописавши її. |

1. ↑  https://www.latimes.com/archives/la-xpm-2000-oct-11-fi-34739-story.html
2. ↑  https://www.deseret.com/2004/1/8/19805278/bridgestone-chief-retiring